# Zales Ecton
Zales Nelson Ecton (né le 1er avril 1898 à Weldon en Iowa et mort le 3 mars 1961 à Bozeman au Montana) est un homme politique américain. Membre du Parti républicain, il est sénateur des États-Unis pour le Montana entre 1947 et 1953.

## Biographie
Ecton déménage au Montana dans sa jeunesse ; il y devient propriétaire d'un ranch après des études en agriculture. Il est membre de la Chambre des représentants du Montana puis du Sénat du Montana avant d'accéder au Sénat des États-Unis. Battu aux élections suivantes, il n'effectue qu'un seul mandat.